# 美濃池町
美濃池町（みののいけちょう）は、愛知県瀬戸市長根連区の町名。丁番を持たない単独町名である。

## 地理
- 瀬戸市の南西部に位置する[8]。西を高根町、北を城ケ根町、東を神川町、南を東本地町と隣接している[8]。
- 田園地帯であったが、近年農地の中に住宅や工場が進出している[8]。特に紙器・電機・自動車関係企業の進出が著しい[8]。

### 河川
- 矢田川（山口川）[8] ： 町の南端、東本地町との町境を西流している。
- 水無瀬川（矢田川支流）[8] ： 町の東端、神川町との町境を南流し、南東端で矢田川に注ぎ込んでいる。

- 水無瀬川（美濃池町・神川町境）

### 学区
市立小・中学校に通う場合、学区は以下の通りとなる。また、公立高等学校普通科に通う場合の学区は以下の通りとなる。
| 番・番地等 | 小学校             | 中学校               | 高等学校 |
| ---------- | ------------------ | -------------------- | -------- |
| 全域       | 瀬戸市立長根小学校 | 瀬戸市立水無瀬中学校 | 尾張学区 |

## 歴史

### 町名の由来
この地は、旧美濃池村の一部であり、町名設定の際に旧村名を採って名付けられたと推測される。

### 沿革
この項では、美濃ノ池の地名の変遷についても述べる。
- 江戸時代には、尾張国春日井郡の尾張藩領水野代官所支配の美濃池村となる[注釈 1][11]。
- 1880年（明治13年）2月5日 - 春日井郡が東西に分割され、東春日井郡美濃池村となる[11][12]。
- 1889年（明治22年）10月1日 - 市町村制施行の際、美濃池村と稲葉村・三郷村・今村が合併して八白村となり、八白村大字美濃ノ池となる[13][14]。
- 1906年（明治39年）7月16日 - 八白村が印場村・新居村と合併して旭村となり、旭村大字美濃ノ池となる[15][14]。
- 1925年（大正14年）8月25日 - 旭村大字美濃ノ池が瀬戸町に編入し、瀬戸町大字美濃ノ池となる[注釈 2][16][14]。
- 1929年（昭和4年）10月1日 - 瀬戸町が市制施行して瀬戸市になり、瀬戸市大字美濃ノ池となる[17][14]。
- 1943年（昭和18年）8月9日 - 瀬戸市大字美濃ノ池字丸根下・山ノ田・森腰・南田の各一部により、同市美濃池町として成立[2]。なお、瀬戸市大字美濃ノ池は、同日に神川町・瘤木町・城ケ根町・美濃池町となり消滅する[2][11]。
- 1974年（昭和49年）11月2日 - 町域の一部を高根町に編入[18]。

## 世帯数と人口
2024年（令和6年）1月1日現在の世帯数と人口は以下の通りである。
| 町丁     | 世帯数  | 人口  |
| -------- | ------- | ----- |
| 美濃池町 | 257世帯 | 533人 |

### 人口の変遷
国勢調査による人口の推移
| 1995年（平成7年）  | 434人 | [ 19 ] |  |
| 2000年（平成12年） | 430人 | [ 20 ] |  |
| 2005年（平成17年） | 502人 | [ 21 ] |  |
| 2010年（平成22年） | 569人 | [ 22 ] |  |
| 2015年（平成27年） | 529人 | [ 23 ] |  |
| 2020年（令和2年）  | 537人 | [ 24 ] |  |

### 世帯数の変遷
国勢調査による世帯数の推移。
| 1995年（平成7年）  | 148世帯 | [ 19 ] |  |
| 2000年（平成12年） | 158世帯 | [ 20 ] |  |
| 2005年（平成17年） | 201世帯 | [ 21 ] |  |
| 2010年（平成22年） | 237世帯 | [ 22 ] |  |
| 2015年（平成27年） | 222世帯 | [ 23 ] |  |
| 2020年（令和2年）  | 238世帯 | [ 24 ] |  |

## 交通

### 鉄道
町内に鉄道は走っていない。最寄り駅は愛知環状鉄道・愛知環状鉄道線瀬戸口駅になる。

### バス
名鉄バス「本地ヶ原線」
- 【35】名鉄バスセンター - 引山 - 四軒家 - 本地ヶ原 - 菱野団地 系統 ： 神川バス停[注釈 3]

- 神川バス停

### 道路
- 愛知県道22号瀬戸環状線[8] ： 町の中央部を東西に通っている。

## 施設
- 八王子神社[8] ： 応永年間（1394〜1428年）の創建とされ、その後十数度に渡って改築再建がくり返されたが、1976年（昭和51年）に現在の社拝殿を再建[25]。祭神は須佐之男命の八王子[25]。
- 中日新聞瀬戸長根専売店 柴田新聞店

- 八王子神社
- 中日新聞瀬戸長根専売店 柴田新聞店

## その他

### 日本郵便
- 郵便番号 : 489-0932[6]（集配局：瀬戸郵便局[26]）。